# Lithophyllum tuberculatum
Lithophyllum  tuberculatum Foslie, 1906  é o nome botânico  de uma espécie de algas vermelhas pluricelulares do gênero Lithophyllum, família Corallinaceae.
- São algas marinhas encontradas na Nova Zelândia.

## Sinonímia
- Não apresenta sinônimos.